# WowWee

Logo

Historisches Logo

WowWee ist ein Hersteller von Spielzeugrobotern aus Hongkong, gegründet 1982 von Richard und Peter Yanofsky als Forschungsunternehmen. Als Original Equipment Manufacturer produzierte WowWee zuerst verschiedene Spielzeuge wie beispielsweise Power-Rangers-Figuren. Bekannt wurde WowWee vor allem durch den Spielzeugroboter Robosapien, der 2004 auf den Markt kam und für den im gleichen Jahr der Toy of the Year Award verliehen wurde. WowWee bezeichnet sich selbst als führend im Bereich der HiTech-Spielzeugroboter.
Dem über eine Million Mal verkauften Robosapien folgten der Robosapien V2 (2005), Roboreptile (2006) und der RoboQuad (2007). 2007 brachte WowWee FlyTech Dragonfly auf den Markt, einen ferngesteuerten Ornithopter. Dragonfly wurde vom amerikanischen Nachrichtenmagazin Time als eine der Erfindungen des Jahres ausgezeichnet und führte zu vielen weiteren fliegenden Spielzeugen. Der Nachfolger FlyTech Bladestar ist der erste fliegende Spielzeugroboter mit sensorbasierter Navigation.
2007 produzierte WowWee weltweit Spielzeuge für McDonald’s Happy Meal. Für 2009 hat WowWee eine Partnerschaft mit Evolution robotics angekündigt, um gemeinsam neue Spielzeugroboter zu entwickeln und auf den Markt zu bringen.